# 3157 Novikov
3157 Novikov este un asteroid din centura principală, descoperit pe 25 septembrie 1973 de Liudmila Juravliova.